# Brent Rahim
Brent Rahim (né le 8 août 1978 à Diego Martin à Trinité-et-Tobago) est un footballeur international trinidadien, qui évoluait au poste de milieu de terrain.

## Biographie

### Carrière en sélection
Avec l'équipe de Trinité-et-Tobago, il joue 49 matchs (pour 3 buts inscrits) entre 2000 et 2005. 
Il figure dans le groupe des sélectionnés lors des Gold Cup de 2000, de 2002 et de 2005. Il est demi-finaliste de la compétition lors de l'année 2000.
Il joue également 15 matchs comptant pour les tours préliminaires de la coupe du monde, lors des éditions 2002 et 2006.

## Palmarès
| Joe Public - Coupe de Trinité-et-Tobago (1) : - Vainqueur : 2001. |  | Levski Sofia - Championnat de Bulgarie (1) : - Champion : 2001-02. - Coupe de Bulgarie (1) : - Vainqueur : 2001-02. |  | Falkirk - Championnat d'Écosse D2 (1) : - Champion : 2004-05. |

 San Juan Jabloteh
- Coupe Pro Bowl de Trinité-et-Tobago (1) :
  - Vainqueur : 2006.

- CFU Club Championship :
  - Finaliste : 2006.